# Koláre
Koláre (in ungherese Kóvár) è un comune della Slovacchia facente parte del distretto di Veľký Krtíš, nella regione di Banská Bystrica.